# Brunröd fältmätare
Brunröd fältmätare (Xanthorhoe spadicearia) är en fjärilsart som beskrevs av Ignaz Schiffermüller 1775. Brunröd fältmätare ingår i släktet Xanthorhoe och familjen mätare. Arten är reproducerande i Sverige. Inga underarter finns listade i Catalogue of Life.

## Bildgalleri

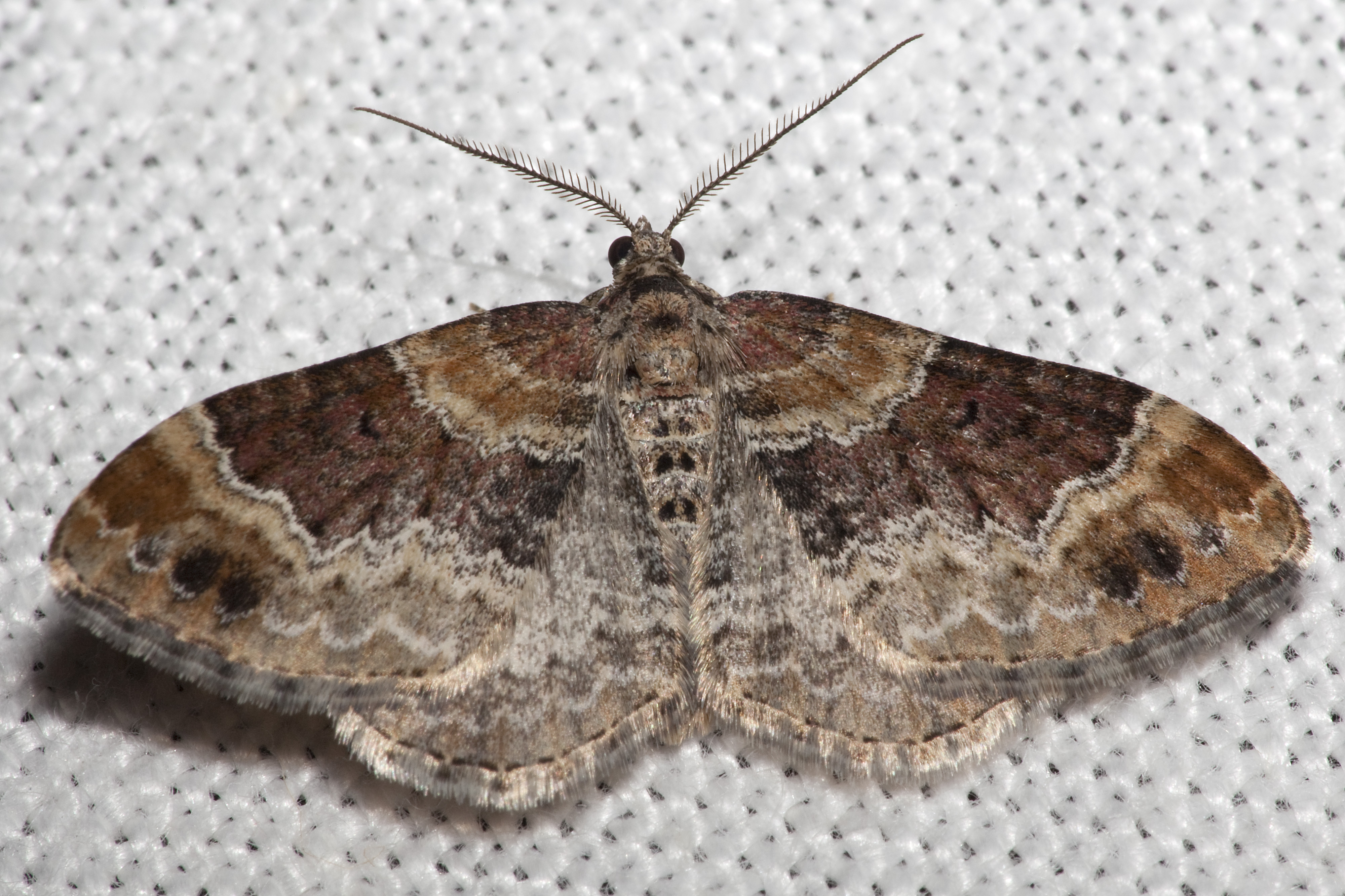
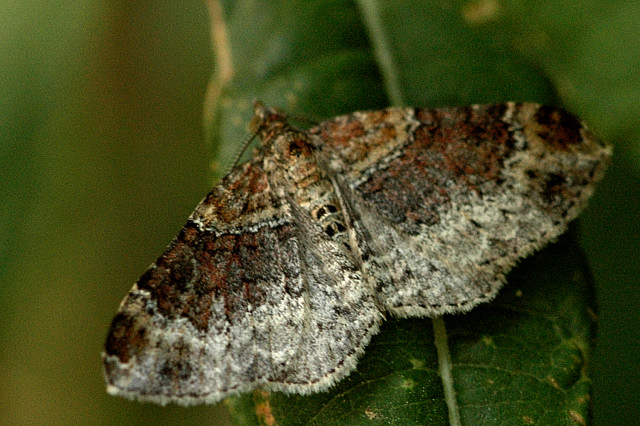